# 國立外國美術館

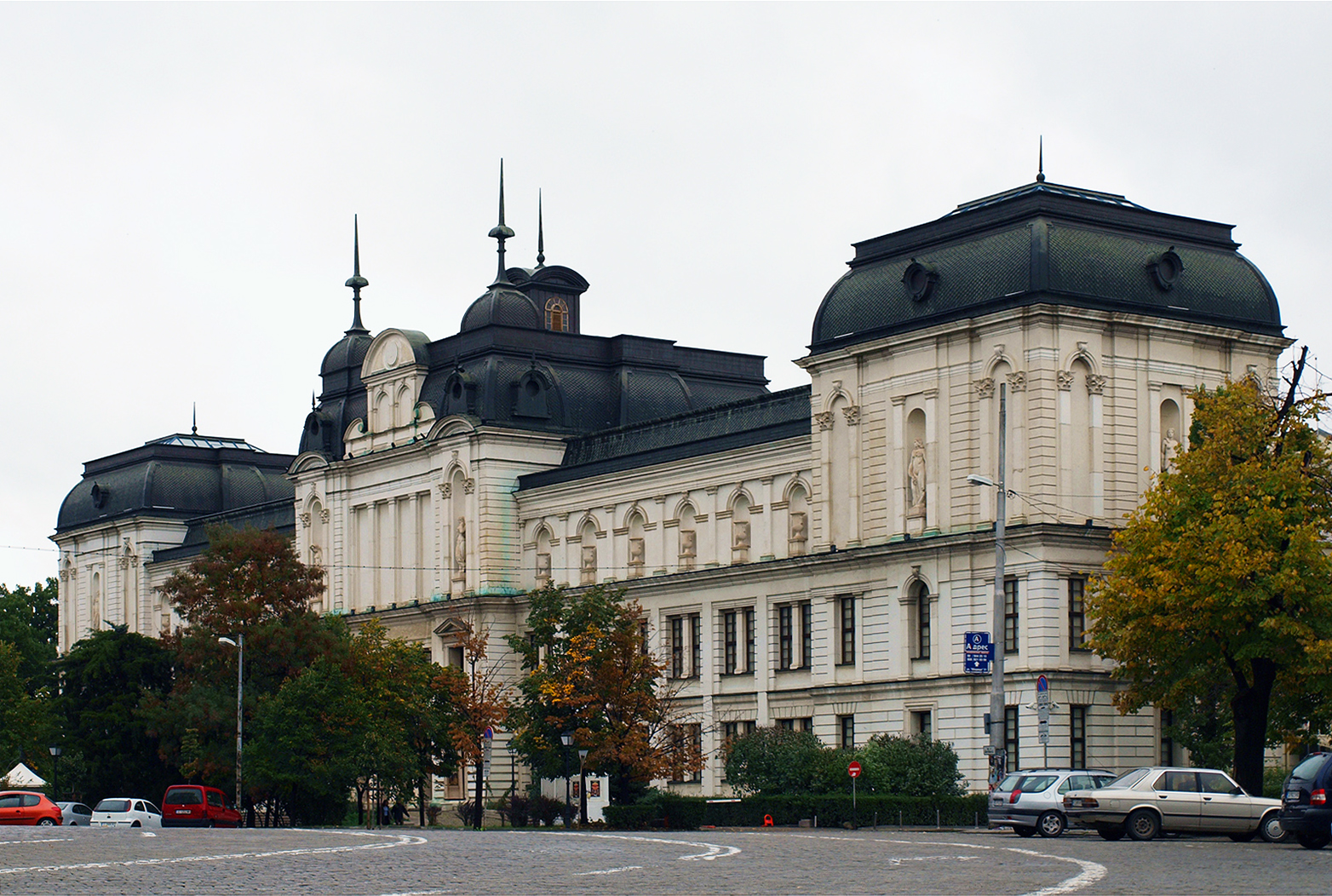

國立外國美術館是位於保加利亞首都索菲亞的一個美術館。國立外國美術館專門收藏保加利亞以外國家的美術作品。美術館位於一座修建於19世紀的建築之內，這座建築曾是皇家印刷廠。博物館的建築修建於1882年至1884年期間。

## 外部連結
- Official website of the National Gallery for Foreign Art